# Liste der Bodendenkmäler im Märkischen Kreis

Märkischer Kreis

Die Liste der Bodendenkmäler im Märkischen Kreis umfasst:
- Liste der Bodendenkmäler in Altena
- Liste der Bodendenkmäler in Balve
- Liste der Bodendenkmäler in Halver
- Liste der Bodendenkmäler in Hemer
- Liste der Bodendenkmäler in Herscheid
- Liste der Bodendenkmäler in Iserlohn
- Liste der Bodendenkmäler in Kierspe
- Liste der Bodendenkmäler in Lüdenscheid
- Liste der Bodendenkmäler in Meinerzhagen
- Liste der Bodendenkmäler in Menden
- Liste der Bodendenkmäler in Nachrodt-Wiblingwerde
- Liste der Bodendenkmäler in Neuenrade
- Liste der Bodendenkmäler in Plettenberg
- Liste der Bodendenkmäler in Schalksmühle
- Liste der Bodendenkmäler in Werdohl